# لاکشمی مانچو
لاکشمی مانچو (انگلیسی: Lakshmi Manchu؛ زادهٔ ۸ اکتبر ۱۹۷۷) یک تهیه‌کننده تلویزیونی، و هنرپیشه اهل هند است.
او در فیلم‌های دپارتمان، دریا، روزگار یک جنگجو، داستان‌های کوتاه و بلوز باسماتی بازی کرده‌است.